# Мора, Родриго
Родриго Никанор Мора Нуньес (исп. Rodrigo Nicanor Mora Núñez; родился 29 октября 1987 года в Ривере) — уругвайский футболист, выступавший на позиции нападающего.

## Биография
Мора — воспитанник футбольной академии клуба «Хувентуд». В 2006 году нн дебютировал за основную команду в возрасте 20 лет. В 2008 году Родриго перешёл в «Дефенсор Спортинг». В новой команде он не часто попадал в стартовый состав, поэтому в 2009 году отправился в аренду в «Серро». 4 октября в матче против «Рамплы Хуниорс» Родриго дебютировал в новой команде. 24 января 2010 в поединке против «Рамплы» Мора забил свой дебютный гол. После возвращения в «Дефенсор» стал основным нападающим и забил 11 мячей в 15 матчах.
Зимой 2011 года Мора подписал контракт с португальской «Бенфикой». 8 января в поединке против «Лейрии» он дебютировал в чемпионате Португалии. Родриго не смог закрепиться в «Бенфике» и уехал в аренду в «Пеньяроль». 29 февраля в поединке против «Белья Виста» он дебютировал за новый клуб. В этом же матче Родриго забил свой первый гол за новый клуб. В «Пеньяроле» Мора забил 10 мячей в 14 встречах.
После возвращения в Португалию, лиссабонский клуб сразу же вновь отправил его в аренду. Новым клубом Мора стал аргентинский «Ривер Плейт». 3 сентября 2012 года в матче против «Колона» он дебютировал в аргентинской Примере. Через неделю в матче против «Ньюэллс Олд Бойз» Мора забил свой дебютный мяч «Ривер Плейт», а также сделал две результативные передачи. По окончании аренды Родриго стал игроком Ривера на постоянной основе.
В начале 2014 года для получения игровой практики он на правах аренды перешёл в чилийский «Универсидад де Чили». 26 января в матче против «Ньюбленсе» Мора дебютировал в чилийской Примере. 1 марта в поединке против «Унион Эспаньола» он забил свой первый гол за «Универсидад де Чили». После окончания аренды Родриго вернулся в «Ривер Плейт». Выиграл с командой Кубок Либертадорес в 2015 и 2018 годах, два Кубка Аргентины и два Суперкубка страны.
В январе 2019 года 31-летний Мора объявил о завершении карьеры футболиста в связи с постоянными болями в ноге — последствия старых травм. Вскоре Родриго снялся в эпизодической роли в аргентинском сериале El Marginal.

## Титулы и достижения
- Обладатель Кубка Аргентины (2): 2015/16, 2016/17
- Обладатель Суперкубка Аргентины (1): 2018
- Обладатель Кубка Либертадорес (2): 2015, 2018
- Обладатель Южноамериканского кубка (1): 2014
- Обладатель Рекопы Южной Америки (2): 2015, 2016
- Обладатель Евроамериканского суперкубка (1): 2015
- Обладатель Кубка банка Суруга (1): 2015